# Homalopygus amnicola
Homalopygus amnicola är en skalbaggsart som beskrevs av Lewis 1898. Homalopygus amnicola ingår i släktet Homalopygus och familjen stumpbaggar. Inga underarter finns listade i Catalogue of Life.